# Wes Cooley
Wes Cooley (ur. 28 marca 1932 w Los Angeles, zm. 4 lutego 2015 w Bend) – amerykański polityk, członek Partii Republikańskiej. W latach 1995–1997 przez jedną dwuletnią kadencję Kongresu Stanów Zjednoczonych był przedstawicielem drugiego okręgu wyborczego w stanie Oregon w Izbie Reprezentantów Stanów Zjednoczonych.